# فرنسيس إس. وايت
فرنسيس إس. وايت (بالإنجليزية: Francis S. White)‏ هو محامي وسياسي أمريكي، ولد في 13 مارس 1847 في الولايات المتحدة، وتوفي في 1 أغسطس 1922 في نفس البلد. حزبياً، نشط في الحزب الديمقراطي. وقد انتخب عضو مجلس نواب مسيسيبي وانتخب عضو مجلس الشيوخ الأمريكي.